# بوب ثورمان
بوب ثورمان (بالإنجليزية: Bob Thurman)‏ هو لاعب كرة قاعدة أمريكي، ولد في 14 مايو 1917 في كيليفيل في الولايات المتحدة، وتوفي في 31 أكتوبر 1998 في ويتشيتا في الولايات المتحدة.

## وصلات خارجية
- بوب ثورمان على موقعبيزبول رفرنس.كوم (الدوري الرئيسي) (الإنجليزية)
- بوب ثورمان على موقع جمعية أبحاث البيسبول الأمريكية (الإنجليزية)